# Svazek obcí Metuje
Svazek obcí Metuje je svazek obcí (dle § 49 zákona č.128/2000 Sb. o obcích) v okresu Náchod, jeho sídlem je Velká Jesenice a jeho cílem je koordinování celkového rozvoje území mikroregionu na základě společné strategie, koordinování územních plánů a územního plánování, přímé provádění společných investičních akcí a společná propagace mikroregionu v cestovním ruchu. Sdružuje celkem 10 obcí a byl založen v roce 2001.

## Obce sdružené v mikroregionu
- Bohuslavice
- Černčice
- Jasenná
- Nahořany
- Rychnovek
- Říkov
- Slavětín nad Metují
- Šestajovice
- Velká Jesenice
- Vršovka